# Městská část a městský obvod

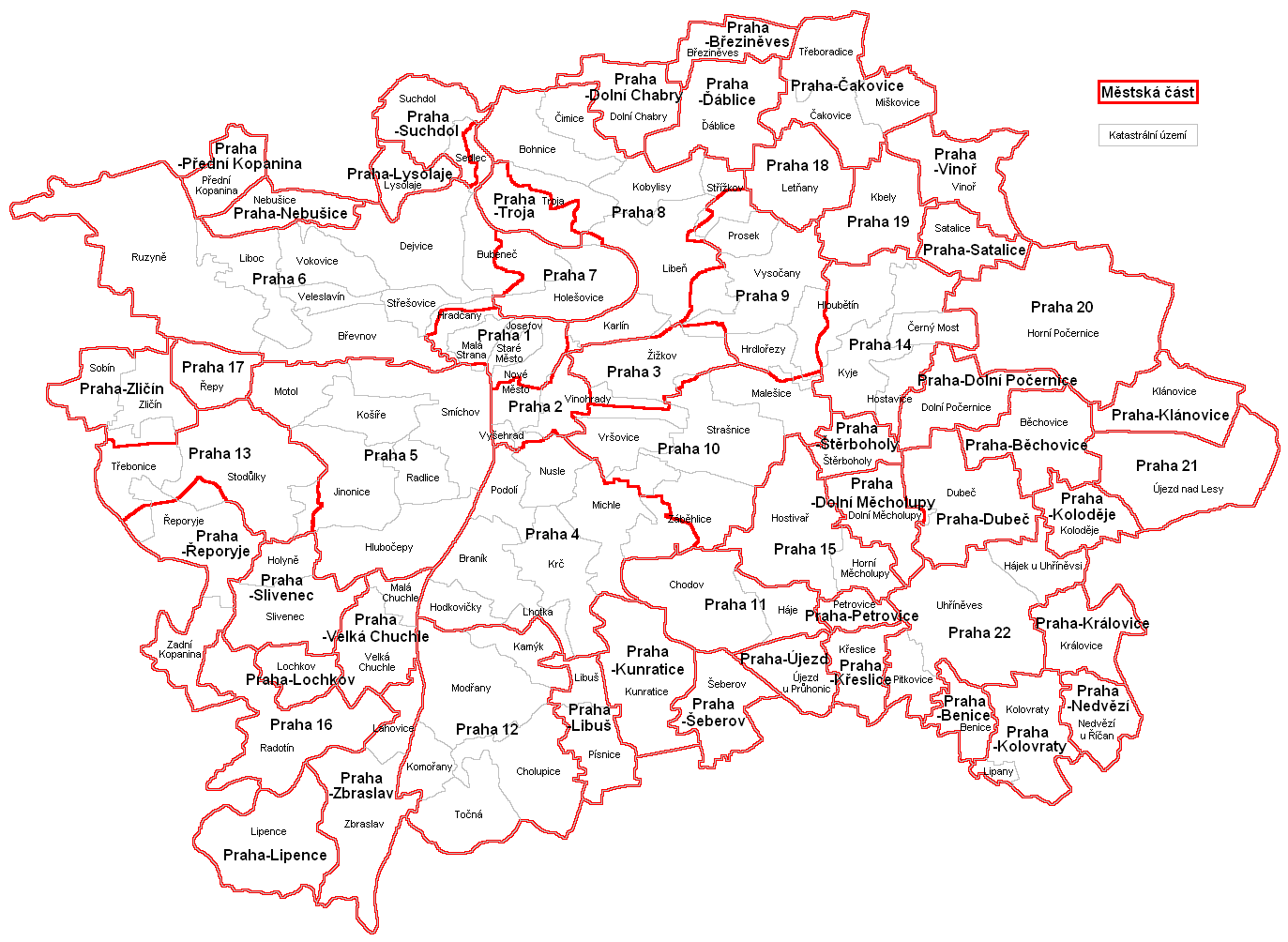
Městské části Prahy

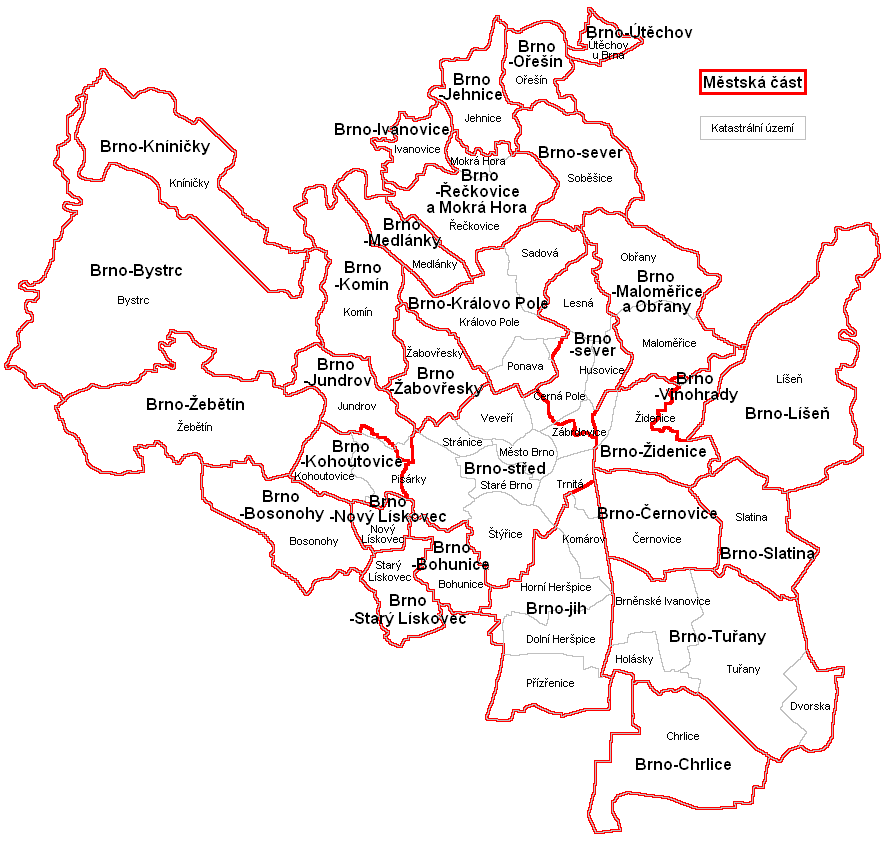
Městské části Brna

Městská část či městský obvod je v České republice podle zákona o obcích od roku 1990 označení samosprávných částí územně členěných statutárních měst. Obě označení jsou z hlediska zákona rovnocenná, zastupitelstvo statutárního města může zvolit kterékoliv z nich. Na městské části se člení Brno a část Opavy, na městské obvody se člení Ostrava, Pardubice, Plzeň a Ústí nad Labem. V Liberci je městským obvodem pouze jedna místní část. V hlavním městě Praze se samosprávné celky podle zákona o hlavním městě Praze nazývají městské části, zatímco termín obvod je v Praze vyhrazen pro jednotky členění na úrovni okresů, které nemají vlastní samosprávu ani subjektivitu. V Česku se v osmi statutárních městech včetně hlavního města Prahy nachází celkem 94 městských částí a 46 městských obvodů.

## Postavení samosprávných městských částí a obvodů
Už zákon č. 367/1990 Sb., o obcích, a zákon č. 418/1990 Sb., o hlavním městě Praze, stanovily, že se území statutárních měst a hlavního města Prahy může členit na samosprávné městské části nebo obvody, pokud tak určí zastupitelstvo příslušného statutárního města ve statutu města.
Do určité míry jsou městské části a obvody obdobou obcí, mohou mít také vlastní symboliku (znak a vlajka) a mají také podobné správní orgány, kterými je úřad, zastupitelstvo, rada a starosta. Jejich kompetence a rozsah samosprávy jsou však menší a určuje je městská vyhláška s názvem statut města. Rovněž vznik a zánik těchto samosprávných jednotek je plně v kompetenci zastupitelstva statutárního města.
Na rozdíl od obcí může území městské části či obvodu zahrnovat i necelé části jednoho nebo více katastrálních území. Městské části nebo městské obvody nemusí pokrývat celé území města – v Liberci a v Opavě centrální části města nespadají do žádného městského obvodu či části a spravují je přímo orgány města. Pro účely statistiky a některé jiné účely se však mezi městské části počítají také dotyčné části územně členěných statutárních měst, které vlastní samosprávu nemají a jsou spravovány přímo magistrátem dotyčného statutárního města.
Při svých činnostech jednají jménem města a nemohou vydávat obecně závazné vyhlášky a nařízení, město na ně nemůže tuto činnost přenést ani pomocí statutu.
Často se vyskytuje názor, že městské části a městské obvody nemají vlastní právní subjektivitu a jsou pouze orgány či organizačními jednotkami města, resp. nemají právní subjektivitu ve smyslu veřejného práva, avšak mají „vrchnostenskou subjektivitu“.
Právní subjektivita městských částí je poměrně komplikovanou právní otázkou, ke které různé soudy zaujímají různá stanoviska a úhly pohledu. Řada rozsudků či právnických publikací došla k názoru, že míra právní subjektivity městských částí hlavního města Prahy se liší od míry subjektivity městských částí a obvodů (jiných) statutárních měst, například že pražské městské části mají částečnou právní subjektivitu, zatímco městské části v jiných městech žádnou, a to s ohledem na větu, kterou zákon o hl. m. Praze obsahuje, avšak zákon o obcích nikoliv. Některé výklady však vycházejí přímo z vymezení práva na samosprávu v Ústavě České republiky. 

## Stav v konkrétních městech

### Členění na městské části
- Praha: celé území města je od roku 2002 rozděleno na 57 městských částí. Z nich 22 s většími pravomocemi přenesené působnosti je pojmenováno po vzoru obvodů (Praha 1 až Praha 22), ostatní jsou pojmenovány podle místní části, v níž sídlí úřad (například Praha-Petrovice). Mnohá katastrální území (de facto totožná s evidenčními částmi města), zejména v centrální oblasti města, jsou rozdělena do více městských částí. (Viz článek Administrativní dělení Prahy.)
- Brno: celé město je od roku 1990 rozděleno na 29 městských částí. Mnohá katastrálních území (de facto totožná s evidenčními částmi města) jsou rozdělena mezi více městských částí. (Viz článek Členění Brna.)

### Částečné členění na městské části
- Opava: má 8 městských částí, které jsou tvořeny okrajovými částmi města; střed města podléhá přímo orgánům města.

### Členění na městské obvody
- Ostrava: od roku 1994 se člení na 23 městských obvodů. Obvody respektují katastrální členění. Obvody nejsou číslované, jejich názvy jsou většinou totožné s názvem čtvrti nebo čtvrtí tvořících obvod či z nich odvozené, výjimkou je obvod Ostrava-Jih.
- Plzeň: je rozdělena do 10 městských obvodů označených arabským číslem; část názvů je ještě doplněna názvem za spojovníkem (např. Plzeň 7-Radčice), tři obvody tento doplněk nemají (Plzeň 1, Plzeň 3, Plzeň 4). Samosprávné členění je skladebné ve vztahu k evidenčním částem města, ale nikoliv ve vztahu ke katastrálním územím.
- Ústí nad Labem: je rozděleno do 4 městských obvodů (Ústí nad Labem-město, Ústí nad Labem-Neštěmice, Ústí nad Labem-Severní terasa, Ústí nad Labem-Střekov). Samosprávné členění je skladebné ve vztahu k evidenčním částem města, ale nikoliv ve vztahu ke katastrálním územím.
- Pardubice: jsou rozděleny do 8 městských obvodů číslovaných římskými čísly (Pardubice I až Pardubice VIII). Samosprávné členění není plně skladebné ve vztahu k evidenčním částem města; tři evidenční části jsou rozdělené do dvou obvodů.

### Částečné členění na městské obvody
- Liberec: má jediný městský obvod (Vratislavice nad Nisou), zbytek města podléhá přímo orgánům města.

## Nečleněná statutární města
- České Budějovice: člení se na části obce České Budějovice 1 až České Budějovice 7, ty ale nejsou samosprávné
- Děčín: části obce mají sice v názvu římská čísla I až XXXV, nejde ale o samosprávné obvody
- Mladá Boleslav: čtyři z částí obce jsou sice označeny římskými čísly I až IV, nejde ale o samosprávné obvody
- Olomouc: nemá samosprávné členění. Od 23. ledna 2007 je stanoveno 27 tzv. komisí městských částí, které jsou poradními orgány rady města.[5][6]
- Frýdek-Místek, Havířov, Hradec Králové, Chomutov, Jablonec nad Nisou, Jihlava, Karlovy Vary, Karviná, Kladno, Most, Prostějov, Přerov, Teplice, Třinec, Zlín: nemají samosprávné členění

Ve Zlíně je zřízení samosprávných městských částí dlouhodobě aktuálním politickým tématem. Některé okrajové místní části se v průběhu 20 let po roce 1990 zcela osamostatnily. V roce 2010 se do městského zastupitelstva dostalo hnutí M. O. R. (Morální očistu radnice), které mělo vznik samosprávných městských částí v Přílukách, Malenovicích, Vršavě, Klečůvce či v Lužkovicích jako jeden z klíčových bodů ve svém volebním programu, avšak neprosadilo tento záměr u svých koaličních partnerů, takže do programového prohlášení rady se dostalo již jen neurčité posílení pravomocí městských částí. Prakticky nedošlo k žádným změnám, v zastupitelstvu nakonec neprošel ani kompromisní návrh na posílení pravomocí komisí místních částí. Hnutí M. O. R. se pod vlivem tohoto neúspěchu rozpadlo a část jeho politiků odešla z hnutí i z rady města.